# Skyline Acres (Ohio)
Skyline Acres é um lugar designado pelo censo localizado no condado de Hamilton no estado estadounidense de Ohio. No Censo de 2010 tinha uma população de 1.717 habitantes e uma densidade populacional de 1.009,04 pessoas por km².

## Geografia
Skyline Acres encontra-se localizado nas coordenadas 39° 13′ 39″ N, 84° 33′ 59″ O. Segundo o Departamento do Censo dos Estados Unidos, Skyline Acres tem uma superfície total de 1.7 km², da qual 1.7 km² correspondem a terra firme e (0%) 0 km² é água.

## Demografia
Segundo o censo de 2010, tinha 1.717 habitantes residindo em Skyline Acres. A densidade populacional era de 1.009,04 hab./km². Dos 1.717 habitantes, Skyline Acres estava composto pelo 15.2% brancos, 81.54% eram afroamericanos, 0.17% eram amerindios, 0.29% eram asiáticos, 0.06% eram insulares do Pacífico, 0% eram de outras raças e o 2.74% pertenciam a duas ou mais raças. Do total da população 0.41% eram hispanos ou latinos de qualquer raça.